# زادگاه زرتشت
با آنکه در مورد زادگاه زرتشت تاکنون پژوهش گسترده‌ای صورت گرفته ولی هنوز نتیجهٔ نهایی به دست نیامده است و دانشنامه ایرانیکا بر این عقیده است که «نظر کلی بر آن است که او در شرق یا شمال شرق ایران زندگی کرده است.» ولی مورخان ایرانی و عرب مانند ابن خردادبه، بلاذری، ابن فقیه، علی بن حسین مسعودی، یاقوت حموی، زکریای قزوینی و ابوالفدا و حمزه اصفهانی شهر شیز یا تخت سلیمان امروزی (واقع در آذربایجان غربی) را زادگاه زرتشت دانسته‌اند و به این مناسبت شرحی از آتشکده آذرگشسب در شیز و مقام تقدس آن ضبط کرده‌اند.

## نقش اشکانیان و ساسانیان
به عقیده آرتور کریستنسن، ایرانشناس دانمارکی، در آغاز دورهٔ اشکانیان ایرانویج را ایرانیان بر ناحیهٔ خوارزم هماهنگ کرده بودند. آندرآس با دقت در سرزمین‌هایی که در فَرگَرد اول از وندیداد ذکر شده، چنین نتیجه گرفته است که این فصل شاید در دورهٔ پادشاهی مهرداد یکم (۱۷۴–۱۳۶ پیش از میلاد) پادشاه اشکانی نوشته‌شده است چون ایرانویج در اینجا نخستین کشور دانسته شده و پس از آن نام سغد، مرو و بلخ آمده است. پس ایرانویج در وندیداد نمی‌تواند غیر از خوارزم باشد که ظاهراً کشور اصلی اشکانیان بوده است.
در دوره ساسانی سعی شد که جغرافیای اساطیری با جغرافیای سرزمین‌های شاهنشاهی برابری داده‌شود. در این راه، به ویژه نام دریاها و رودهای اساطیری بر دریاها و رودهای تازه‌ای داده شد. اما ظاهراً این امر یعنی جابجایی مکان‌های مقدس اوستا قبلاً هم انجام پذیرفته بوده است. در دوران اردشیر بابکان و پس از او تمایل بر حذف تاریخ و نقش اشکانیان در کلیهٔ امور بود. به علت ناهماهنگی که ساسانیان با اشکانیان داشتند، در این دوران سعی شد که ایرانویج را در حدود آذربایجان جستجو کنند زیرا آذربایجان هم یکی از سه آتش بزرگ دوران ساسانی، بنام آتشکده آذرگشسب را در خود داشت و هم به تیسفون پایتخت ساسانی نزدیکتر بود پس ایرانویج که پیش ازآن زادگاه زرتشت تصور شده بود، به آذربایجان منتقل گردید. اما با این وجود در دوران ساسانی نیز همواره دریاچه فرزدان یا دریاچه‌ای که ذکر شده در کنار آن کی گشتاسب حامی زرتشت برای آناهیتا قربانی تقدیم داشته، در سیستان فرض می‌کردند.

## زادگاه زرتشت در منابع زرتشتی

### در اوستا
- در گات‌ها، اشاره‌ای به محل زیست زرتشت نشده است.
- در یشت‌های کهن که احتمالاً از یک تا چند قرن پس از گات‌ها نوشته شده است، چند جا از آریاویچ به عنوان محلی که زرتشت به فعالیت دینی می‌پردازد، نام برده شده است:[۶]
  - در یشت ۵ (آبان یشت) در بند ۱۰۴ «او را بستود زرتشت پاک در آریاویچ در کنار رود دائیتیا با هوم آمیخته به شیر با برسم با زبان خرد با پندار و گفتار و کردار نیک با زَور و با کلام بلیغ»[۷]
  - در یشت ۹ (گوش‌یشت) یا (درواسپ‌یشت) ۲۵، عیناً مشابه بند ۱۰۴ آبان یشت است، اما در انتهای آن «از او کامیابی را درخواست.» نیز آمده است.[۸]
  - در یشت ۱۷ (اردیشت) بند ۴۵، آمده است «او را بستود زرتشت پاک در ایرانویج (در کنار رود) دائیتیا نیک.»[۹]
- در یشت ۱۹ یا زامیادیشت بند ۹۲، نام کیانسیه به نحوی ذکر می‌شود که در تطبیق آن با دریاچه هامون کنونی تردیدی نمی‌ماند.[۱۰]
- وندیداد، فَرگَرد اول (بند ۳) ایرانویج آمده است «نخستین سرزمین و کشور نیکی که من، اهورامزدا، آفریدم ایرانویج بود بر کرانهٔ ونگوهی دایتیا.» ایرانویج در فَرگَرد اول کشوری سرد بیان شده است «آنجا ده ماه زمستانست و دو ماه تابستان و در این دو ماه نیز آب و زمین و گیاه همه سردند.» پس از ایران‌ویج، بلافاصله سرزمین‌های سُغد، مَرو و بلخ آمده‌اند که دلالت بر آن دارد که ایران‌ویج می‌بایست در مشرق فلات ایران (در افغانستان یا آسیای میانه) واقع بوده باشد.[۱۱][۱۲]

### در دیگر کتاب‌های مذهبی زرتشتیان
- بُندهِشن (۲۹٫۱۲) ایرانویج در منطقهٔ (کوستَگِ) آذربایجان ذکر شده است. با این وجود در فصل ۱۲ تصریح شده است که دریاچه فرزدان، دریاچه‌ای که بنا بر فصل هفتم از زند وهومن یشت، هوشیدر در کنار همین دریاچه ولادت خواهد یافت، در سیستان است.[۳]
- زادسپرم (۱۵/۱۰)، زادگاه زرتشت در مکانی در چیچست در نظر گرفته می‌شود. چیچست، در اوستا، نام دریاچه‌ای اسطوره‌ای در شرق ایران است. در نوشته‌های پهلوی و فارسی این دریاچه به نام دریاچه ارومیه یا کبودان (دریاچهٔ تیره‌آب) واقع در آذربایجان شناخته شده است.[۱۳]

## مکان‌های احتمالی خاستگاه زرتشت

### کاشمر
کاشمر از جایی که مکان دیدار زرتشت و گشتاسپ بوده است و آتشکده کشمر (آذر برزین‌مهر) در آنجا نهاد شده است می‌توان اصلی‌ترین خاستگاه احتمالی زرتشت نام برد. در بخشی از شاهنامه فردوسی، ماجرای پیدا شدن زرتشت و پذیرفتن گشتاسپ دین او را به نظم درآمده که گشتاسب پس از پذیرفتن دین زرتشت، موبدان را به سرتاسر گیتی روانه می‌کند و آذر به آتشکده‌ها (گنبدان) می‌نهد و نخستین آنان، آذر برزین‌مهر است که به کِشمر (کاشمر) بنیان گذارد و در جلوی آتشکده، سرو بهشتی را کاشت و آن را نماد پذیرفتن دین بهی قرار داد و موبدان را به سرتاسر جهان فرستاد و فرمان داد همه نامداران و بزرگان به سوی آن پرستشکده روی آورند.

### تخت سلیمان
مورخان ایرانی و عرب مانند ابن خردادبه، بلاذری، ابن فقیه، علی بن حسین مسعودی، یاقوت حموی، زکریای قزوینی و ابوالفدا و حمزه اصفهانی شهر شیز یا تخت سلیمان امروزی (واقع در آذربایجان غربی) را زادگاه زرتشت دانسته‌اند و به این مناسبت شرحی از آتشکده آذرگشسب در شیز و مقام تقدس آن ضبط کرده‌اند.

### ری
بنا به برخی روایات سنتی ری محل ولادت زرتشت است. ری همان است که در کتیبه بیستون داریوش از آن به عنوان رگا شهری از ماد نام برده است. اوستا یسنا ۱۹ فقره ۱۸ آن را رغه زرتشت می‌خواند.
در یسنا اشاره می‌شود که زرتشت یا بزرگ‌ترین رهبر روحانیت زردتشتی در جایی به نام رقاً دفن است بندهشن اینرقاً را همان ری می‌داند
برخی از کتاب‌های پهلوی برای آنکه میان دو سنت زادگاه زرتشت یعنی آذربایجان و ری سازش دهند، پدر او را از آذربایجان و مادرش را از ری ذکر کرده‌اند. از جمله در قرن ۱۰ میلادی نویسندهٔ ایرانی محمد بن عبدالکریم شهرستانی که اصلیتش از خوارزم بود، نوشت که پدر زردتشت از آتورپاتکان و مادرش از ری بوده است.

### بلخ
همچنین زادگاه وی را به بلخ نسبت داده‌اند. اندکی از خاورشناسان غربی مانند انکتیل دوپرون بلخ را زادگاه زرتشت دانسته‌اند. در وندیداد در فَرگَرد اول به روشنی دیده می‌شود که ایران‌ویج می‌بایست در مشرق فلات ایران واقع بوده‌باشد، در مجاورت سرزمین‌های سُغد، مَرو و بلخ،... که بلافاصله بعد از آن آمده‌اند.
همچنین هندشناسانی مانند مایکل ویتزل بنابر گزارش وندیداد، سرزمین اصلی وی را کوهستان‌های سرد افغانستان مرکزی دانسته است. اما در پایان مقاله چنین نتیجه گرفته است که نویسندگان متون مختلف اوستا، هر یک بر اساس احساسات ملی میهنی خود، این سرزمین را توصیف نموده‌اند.

### سیستان
بعضاً به سبب مراسمی مذهبی که در ستایش آناهیتا ایزدبانوی آب می‌شود، خاستگاه زرتشت را در سیستان ذکر کرده‌اند. زامیادیشت یا یشت نوزدهم با سیستان ارتباط بسیاری دارد. ذکر قهرمانی‌های گرشاسپ (پسر زو) به تفصیل، برشمردن رودها و دریاچه‌ها و کوه‌های این ناحیه و ظهور سوشیانس از آنجا دال بر صحت این نظر است. احتمالاً تدوین نهایی این یشت در سیستان بوده است.
بند ۹۲ زامیادیشت:
«در هنگامی که استوت ارت (آخرین موعود مزدیسنا) پیک اهورامزدا، پسر ویسپ تئوروئیری از آب کیانسه بدر آید، گرز پیروزمند آزنده، گرزی که فریدون دلیر داشت، در هنگامی که ضحاک (اژدی دهاک) کشته شد.»

### خوارزم
از مدت‌ها پیش دانشمندان ایران‌شناس ایرانویج را همان خوارزم به‌شمار آورده‌اند و زادگاه زردشت را آنجا دانسته‌اند. امروزه بیشتر ایران‌شناسان طرفدار این نظریه‌اند. نخستین کسی این نظریه را مطرح کرد مارکوارت بود او دو دلیل برای اثبات نظریهٔ خود ارائه کرد: یکی اینکه موسس خورناتسی مورخ ارمنی قرن پنجم از ناحیهٔ تور در خوارزم نام می‌برد که به نظر مارکوارت با کلمهٔ تویریه (تورانی) اوستایی یکی است و دیگر اینکه توصیفی که از ایرانویج در منابع پهلوی شده است با توصیف نویسندگان دوران اسلامی از خوارزم هماهنگ است. پس از مارکوارت نویسندگان دیگر مانند بیلی و بنونیست و هنینگ در تأیید این نظریه مطالب دیگری عرضه داشتند. هنینگ این نظریه را گسترش داد و بر آن بود که خوارزم بزرگ تنها شامل ناحیهٔ معروف خوارزم نبوده، بلکه نواحی گسترده‌تری تا مرو و هرات را نیز در بر می‌گرفته است. مارکوارت همچنین از توصیف هرودوت از رود اکس چنین نتیجه گرفته است که این رودخانه همان رود تجن و شعبهٔ آن هری رود است.
گروهی از محققان برآنند که اگر ایرانویج همان خوارزم باشد، آمودریا نیز همان رود مقدس دایتی است که در اوستا و کتاب‌های پهلوی از آن به عنوان رودی جاری در ایرانویج یادشده است. گویا نام این رود از ریشه واژه «دات» به معنای داد و قانون گرفته شده است. نام مذکور اغلب با صفت ونگوهی نیز همراه شده که به معنای وِه (به) و نیک است، از این‌رو نام مزبور در نوشته‌های پهلوی به صورت وِه روت (بهرود) آمده و نزد چینیان نیز چنین خوانده شده است.
بارتولد بر این عقیده است که نام آریایی آمو، وَخش و نام رودی که از کنار آن می‌گذرد، نیز وَخش، وَخشو (Vaxshu) و وخشاب بوده است. نام وخشو (به معنای فزاینده و بالنده) از فعل وَخش است و این فعل در اوستا به معنای افزودن، بالیدن و ترقی کردن بسیار به کار رفته است. صورت سانسکریت آن اوخشینت است و کلمهٔ اُکسوس (Oxus) که جغرافی‌نویسان قدیم یونان و روم در مورد این رود به کار برده‌اند، مأخوذ از همین واژهٔ ایرانی است.

### مزدوران در خراسان
نظریهٔ دیگری که اخیراً مطرح شده از آن هومباخ است. وی با تکیه بر نظر مارکوارت در مورد یکی انگاری رود اکس و رود تجن و قبول این نظر هنینگ که زادگاه زردشت در نواحی رود تجن بوده است، بر آن است که درهٔ رودخانهٔ کشف رود که شعبهٔ غربی تجن است، احتمالاً ایرانویج به‌شمار می‌رفته است. این محل در ناحیه‌ای بوده است که فعلاً در آنجا مزدوران در حدود ۱۰۰ کیلومتری شرق مشهد و در نیمه راه سرخس قرار داد. هومباخ نام مزدوران را مشتق از مزدا می‌داند و می‌نویسد که مزدوران بر گردنه‌ای قرار دارد که درهٔ کشف رود را از دشت ترکمنستان جدا می‌سازد و از این رو، مرز سنتی میان ایران و توران را تشکیل می‌دهد.

### آمل
زادگاه زرتشت آمل نیز دانسته شده است.

## مهاجرت زرتشت

### مهاجرت زرتشت از فلسطین به آذربایجان
طبری و پیروان او عزالدین بن اثیر و میر خواند زرتشت را اصلاً از فلسطین نوشته و از آنجا به آذربایجان مهاجرت می‌دهند.

### مهاجرت زرتشت از آذربایجان به شرق ایران
پورداود نوشته است، زرتشت از مشرق ایران نیست بلکه به خاطر پیش نرفتن رسالتش در وطن خود و شاید هم به واسطهٔ آزار و صدمه، از آذربایجان به طرف مشرق ایران پناه برده است.